# New Crown
Albums de Wolfmother
Cosmic Egg
(2009) Victorious
(2016)
New Crown est le troisième album studio du groupe australien de heavy metal Wolfmother, auto-produit et publié le 23 mars 2014 sur le site Bandcamp.

## Liste des chansons
Toutes les chansons sont écrites et composées par Andrew Stockdale.
| No  | Titre                 | Durée |
| --- | --------------------- | ----- |
| 1.  | How Many Times        | 2:40  |
| 2.  | Enemy Is in Your Mind | 4:00  |
| 3.  | Heavy Weight          | 3:56  |
| 4.  | New Crown             | 5:36  |
| 5.  | Tall Ships            | 5:12  |
| 6.  | Feelings              | 2:26  |
| 7.  | "I Ain't Got No"      | 4:07  |
| 8.  | She Got It            | 2:46  |
| 9.  | My Tangerine Dream    | 5:16  |
| 10. | Radio                 | 5:06  |